# Michail Saladse
Michail Georgijewitsch Saladse (georgisch მიხეილ სალაძე; russisch Михаил Георгиевич Саладзе; * 4. Januar 1954 in Georgien) ist ein sowjetischer Ringer georgischer Herkunft. Er wurde 1981 Weltmeister im griechisch-römischen Stil im Schwergewicht.

## Werdegang
Michail Saladse begann als Jugendlicher in Georgien mit dem Ringen. Er konzentrierte sich dabei auf den griechisch-römischen Stil. Er wurde Mitglied des Sportclubs Dynamo Tiflis und hauptsächlich von W. S. Maissuradse trainiert.
Bereits mit 19 Jahren wurde er 1973 im Schwergewicht sowjetischer Vizemeister hinter Nikolai Balboschin. Im gleichen Jahr wurde er in Miami auch Junioren-Weltmeister der Altersgruppe „Juniors“ in der gleichen Gewichtsklasse. Zudem gewann er 1973 bei der Universiade in Moskau vor dem Bulgaren Iwan Zolow und dem US-Amerikaner Ken Levels.
1974 gewann er auch den Titel bei der Junioren-Europameisterschaft (Altersgruppe Espoirs) im schwedischen Haparanda. 1974, 1975 und 1976 belegte er bei einigen stark besetzten internationalen Turnieren sehr gute Plätze und siegte beim Turnier in Klippan im Schwergewicht vor dem starken Bulgaren Kamen Goranow Lozanow. Zu Einsätzen bei internationalen Meisterschaften kam er allerdings nicht, weil in seiner Gewichtsklasse Nikolai Balboschin in der Sowjetunion und auch in der Welt dominierte.
1976 wurde er in Abwesenheit von Nikolai Balboschin erstmals sowjetischer Meister im Schwergewicht. Diesen Titel gewann er auch noch 1979, 1981 und 1982. 1979 und 1983 siegte er auch bei der sogenannten „Spartakiade“, einem Wettbewerb, der in der Sowjetunion höchste Priorität hatte.
1981 kam er erstmals bei einer Weltmeisterschaft, die in Oslo stattfand, zum Einsatz. Er holte sich dort mit Siegen über Greg Gibson, USA, Josef Tertelj, Jugoslawien, Yoshihiro Fujita, Japan, Rene Vidal, Frankreich und Tamás Gáspár, Ungarn, den Titel. Zu weiteren Einsätzen bei den internationalen Meisterschaften kam er nicht. Ende 1983 beendete er seine Karriere als Ringer.

## Internationale Erfolge
| Jahr | Platz | Wettbewerb                                              | Gewichtsklasse | Ergebnisse |
| ---- | ----- | ------------------------------------------------------- | -------------- | --- |
| 1973 | 1.    | Junioren-WM (Juniors) in Miami                          | Schwer         | vor Sergej Kirilow, Bulgarien und Pedro Pawlidis, Deutschland                                                                           |
| 1973 | 1.    | Universiade in Moskau                                   | Schwer         | vor Iwan Zolow, Bulgarien 8und Ken Levels, USA                                                                                          |
| 1974 | 2.    | „Nikola-Petrow“-Turnier in Pleven                       | Schwer         | hinter Kamen Goranow Lozanow, Bulgarien, vor Ewgenj Artjuchin, Sowjetunion                                                              |
| 1974 | 1.    | Junioren-EM (Espoirs) in Haparanda                      | Schwer         | vor Sergej Sdrawkow, Bulgarien, Bogdan Rosolek, Polen und Pedro Pawlidis                                                                |
| 1975 | 2.    | Intern. Turnier in Galati                               | Schwer         | hinter Ismael Jekutitsch, UdSSR, vor Fredi Albrecht, DDR                                                                                |
| 1976 | 1.    | Intern. Turnier in Klippan                              | Schwer         | vor Kamen Goranow Lozanow und Caj Malmberg, Schweden                                                                                    |
| 1977 | 2.    | Intern. Turnier in Klippan                              | Schwer         | hinter Andrzej Skrzydlewski, Polen, Virtanen, Finnland und Karl Hug, Deutschland                                                        |
| 1977 | 2.    | Universiade in Sofia                                    | Schwer         | hinter Georgi Petkow, Bulgarien, vor Antal Bodo, Ungarn                                                                                 |
| 1978 | 1.    | Intern. Turnier in Klippan                              | Schwer         | vor Roman Bierla, Polen und Tore Hem, Norwegen                                                                                          |
| 1978 | 1.    | „Iwan-Poddubny“-Memorial in Minsk                       | Schwer         | vor Liberman, UdSSR und Refik Memišević, Jugoslawien                                                                                    |
| 1981 | 1.    | Universiade in Bukarest                                 | Schwer         | vor Vasile Andrei, Rumänien, Roman Wroclawski, Polen und Georgios Pikilidis, Griechenland                                               |
| 1981 | 1.    | WM in Oslo                                              | Schwer         | nach Siegen über Greg Gibson, USA, Josef Tertelj, Jugoslawien, Yoshihiro Fujita, Japan, Rene Vidal, Frankreich und Tamás Gáspár, Ungarn |
| 1982 | 1.    | Großer Preis der Bundesrepublik Deutschland in Freiburg | Schwer         | vor Thomas Horschel, DDR, Andrej Dimitrow, Bulgarien und Jeff Simons, USA                                                               |

## Nationale Meisterschaften
| Jahr | Platz | Wettbewerb          | Gewichtsklasse | Ergebnisse                                                         |
| ---- | ----- | ------------------- | -------------- | ------------------------------------------------------------------ |
| 1973 | 2.    | Sowj. Meisterschaft | Schwer         | hinter Nikolai Balboschin, vor Wladimir Rakajew                    |
| 1976 | 1.    | Sowj. Meisterschaft | Schwer         | vor Dimitri Sadwirjak und Ewgenj Artjuchin                         |
| 1977 | 2.    | Sowj. Meisterschaft | Schwer         | hinter Nikolai Balboschin, vor Ismael Jekutitsch                   |
| 1978 | 4.    | Sowj. Meisterschaft | Schwer         | hinter Ewgej Artjuchin, Walentinas Misgaitis und Dimitri Sadwirjak |
| 1979 | 1.    | Sowj. Meisterschaft | Schwer         | vor Nikolai Babiaschwili und Ismael Jekutitsch                     |
| 1979 | 1.    | Spartakiade         | Schwer         | vor Ismael Jekutitsch, Walentinas Misgaitis und J. Otison          |
| 1980 | 2.    | Sowj. Meisterschaft | Schwer         | hinter Nikolai Balboschin, vor Nikolai Babiaschwili                |
| 1981 | 1.    | Sowj. Meisterschaft | Schwer         | vor Airapet Minasjan und Wiktor Awdyschew                          |
| 1982 | 1.    | Sowj. Meisterschaft | Schwer         | vor Airapet Minasjan und Anatoli Sanjak                            |
| 1983 | 2.    | Spartakiade         | Schwer         | hinter Nikolau Balboschin, vor Alexander Dubrowski                 |

Erläuterungen
- alle Wettbewerbe im griechisch-römischen Stil
- WM = Weltmeisterschaft, EM = Europameisterschaft
- Schwergewicht, damals bis 100 kg Körpergewicht